# Helictes varius
Helictes varius là một loài tò vò trong họ Ichneumonidae.